# Tolox
Tolox è un comune spagnolo di 2 239 abitanti situato nella comunità autonoma dell'Andalusia.